# BiSL
La Business Information Service Management Library (BiSL), précédemment appelé Business Information Service Management Library, est un cadre utilisé dans la gestion fonctionnelle et celle de l'information. C'est un standard du domaine public depuis 2005, dirigé par la fondation  ASL BiSL, anciennement dénommée fondation ASL. Ce cadre décrit un standard pour les processus de gestion d'information métier stratégiques et opérationnels. BiSL est étroitement lié aux cadres ITIL et ASL, bien que la principale différence entre ces cadres provienne du fait qu'ITIL et ASL se concentrent sur la partie approvisionnement de l'information, qui est l'objectif de l'organisation des systèmes d'information, alors que BiSL est axée sur la demande en provenance de l'organisation métier,

## Histoire
BiSL fut développée aux Pays-Bas par  Getronics, anciennement  PinkRoccade, pour sa division des applications Business Application Services qui fut plus tard achetée par Capgemini en 2008.  La Fondation ASL-BiSL Foundation fut fondée en 2002 pour propager la connaissance de la gestion des services TIC et écrire des livres blancs sur les sujets populaires en gestion de la demande tels que l' Outsourcing, la Conformité et la Gouvernance, et les Métriques. L'ensemble de la connaissance sur BiSL est du domaine public, mais Capgemini soutient activement l'application de la théorie de BiSL, et l'application des outils BiSL tels que les "jeux BiSL", un management de projets fictifs utilisant les jeux de rôles pouvant être mis en scène durant une journée pour, au plus, 25 acteurs, afin d'enseigner les concepts BiSL dans le domaine du management en Traitement de l'Information et des Télécommunications. Puisque tant d'aspects de BiSL dans la vie réelle sont liés à la stratégie d'entreprise, le jeu crée des conditions de stress dans les projets fictifs en provoquant des interruptions au moyen d'évènements extérieurs ou intérieurs. la méthode utilise le concept d'apprentissage par essais et  erreurs.

## Positionnement de BiSL
La gestion d'information, ou la gestion de la demande en TIC, peut être répartie en trois grands domaines.
En premier lieu, la gestion technique et de l'infrastructure, encadré par ITIL. La gestion technique est le groupe de processus qui se concentre sur la gestion de l'infrastructure TI elle-même, supportée par le standard ITIL. L'infrastructure TI est la couche sous-jacente composée des ordinateurs, du réseau et des périphériques utilisateurs permettant d'exploiter la couche applicative et leur fournissant les fonctionnalités applicatives. La gestion technique est la propriété de l'organisation TI.
En deuxième lieu, la gestion des applications, encadrée par ASL. La gestion d'applications est le groupe de processus qui s'occupe de l'implémentation des évolutions nécessaires, dans les applications, pour se conformer aux exigences techniques ou fonctionnelles. Ces changements peuvent être nécessités soit parce que les applications ne fonctionnent pas comme attendu, ce qu'on nomme la maintenance corrective d'application, soit parce que les attentes ont évolué, parce que ce que l'application doit produire a changé. La gestion d'application se concentre sur un changement incrémental des applications existantes, et non sur le développement de nouvelles applications. Elle est supportée par le standard ASL, qui est postérieur à et partiellement inspiré du standard ITIL .
Enfin, la gestion fonctionnelle, encadrée par BiSL. La gestion fonctionnelle est le groupe de processus qui encadre l'approvisionnement et le contrôle des exigences fonctionnelles que l'application doit produire à l'utilisateur final. La gestion fonctionnelle est propriété des organisations utilisatrices, et elle leur permet de contrôler que les fonctionnalités nécessaires sont implémentées dans les applications utilisées, ou que les changements apportés aux applications sont conformes aux attentes. La gestion fonctionnelle est soutenue par le standard plus récent BiSL.